# Livyatan melvillei
Livyatan melvillei (левіатан Мелвілла) — єдиний вид викопного роду Livyatan підряду Зубаті кити. Існував в міоцені (13—8 млн років тому). Виявлено у 2008 році. Мав найбільші зуби серед відомих тварин (не враховуючи спеціалізовані зуби хоботних, нарвалів тощо).

## Назва
Спочатку тварині надали родову назву Leviathan за ім'я біблійного чудовиська — Левіафана та видову назву melvillei — на честь Германа Мелвілла, автора роману про велетенського білого кашалота «Мобі Дік». Втім незабаром з'ясувалося, що родова назва Leviathan вже є синонімом мастодонта, тому відповідно до Міжнародного кодексу зоологічної номенклатури була потрібна заміна назви. 26 серпня 2010 року автори запропонували нове ім'я Livyatan melvillei (левіатан Мелвілла).

## Опис
Загальна довжина становила близько 13,5—17,5 м. Оскільки відомий лише череп цього кита, співвідношення черепа до довжини тіла невідомо, через що розрахунки загальної довжини сильно різняться. Для порівняння, сучасний кашалот досягає в середньому від 11 до 16 м. Мав масивну і коротку голову завдовжки 3 м, що була наділена простором для спермацетового органу. Була широка відстань між скроневими ямками з боків черепуі виличними процесами на передній частині черепу. Ліва і права передщелепні кістки не перетиналися на передньому кінці морди. Верхня щелепа була товста. Права та ліва половини нижньої щелепи не поєднувались.
На відміну від сучасного кашалота, мав функціональні зуби в обох щелепах. Крім того, зуби були глибоко посаджені в ясна і могли блокуватися, що було адаптацією до боротьби за здобич. Нижня щелепа складалася з 22 зубів, а верхня щелепа — з 18. Найміцнішими зубами були 4, 5 і 6 зуби на кожному боці щелепи. Добре збережені зуби мали висоту понад 31 см, а найбільший зуб був 2 і 3 на лівій нижній щелепі, які збереглися не повністю, але ймовірно досягали близько 36,2 см. Перший правий зуб був найменшим, розміром близько 31,5 см. Діаметр зубів зменшувався до основи, а найбільший діаметр зуба досягав близько 11,1 см.

## Спосіб життя
На думку дослідників Livyatan melvillei живився великою здобиччю, можливо вусатими китами, які були поширені в середині міоцену (близько 12 — 13 млн років тому), а також акулами, тюленями, дельфінами. Висловлюється думка, що був конкурентом мегалодона. Тактика Livyatan melvillei при полюванні на китів була схожа з тактикою сучасної косатки.
Його зникнення, ймовірно, було викликано зміною клімату і різкого скорочення джерел їжі.

## Розповсюдження
Рештки знайдено на півдні Перу. Скам'янілості виставлені в Музеї природної історії Ліми. Копії 3 найбільших зубів демонструються в Музеї природної історії Роттердаму (Нідерланди).

## Галерея

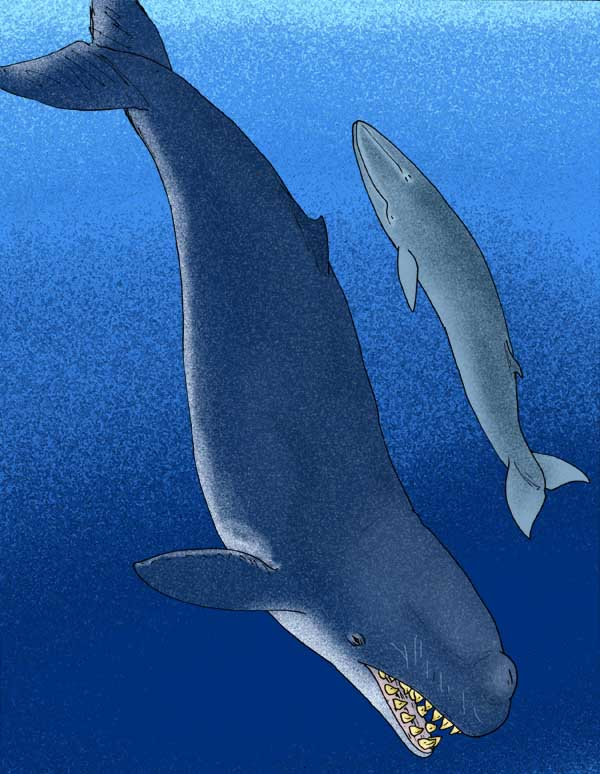
Реконструкція лів'ятана (ліворуч) поруч із цетотерієм (праворуч)
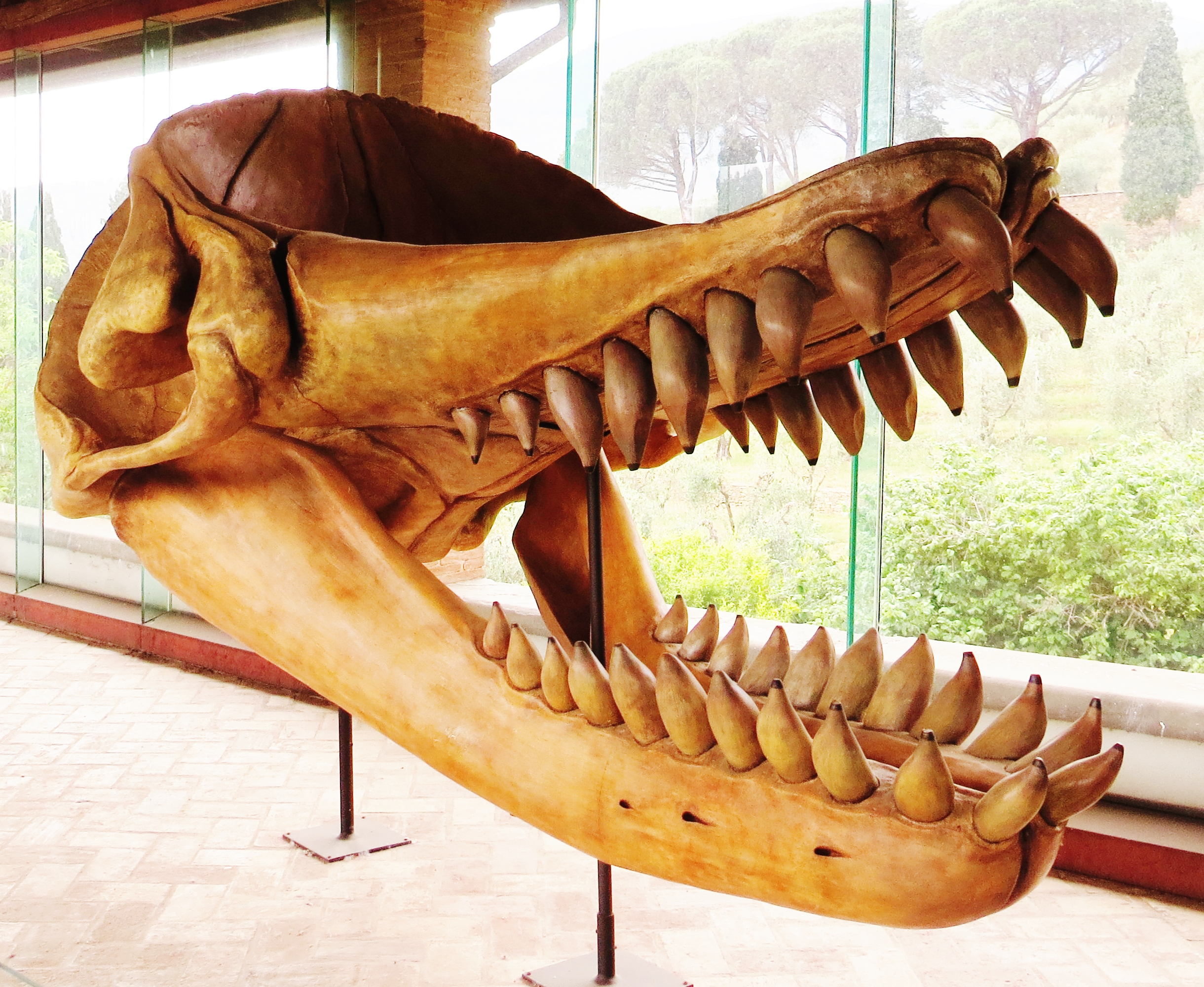
Зліпок черепа в Музеї природознавства Пізанського університету
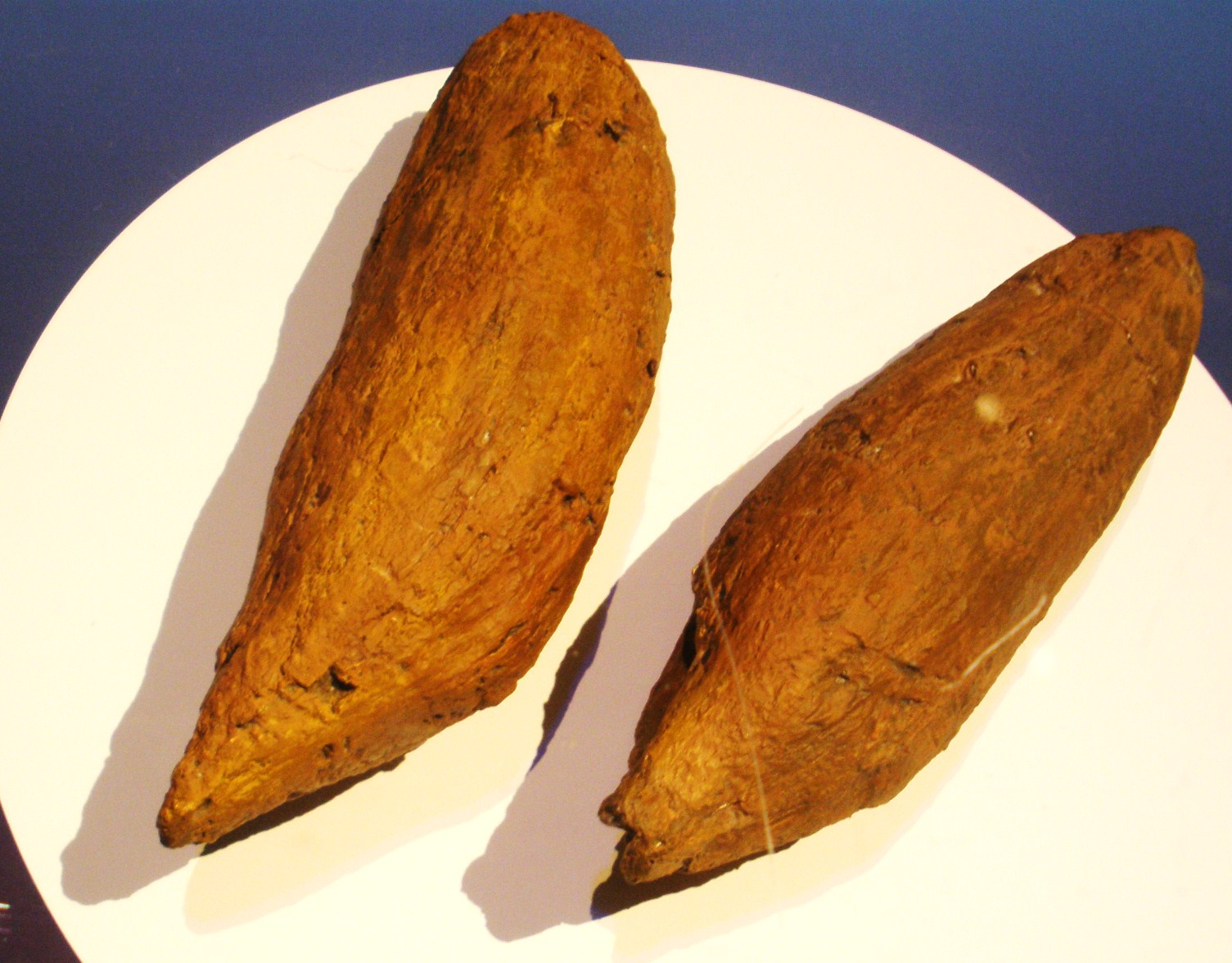
Зуби Лів'ятана були одними з найбільших серед усіх тварин, їх довжина становила понад 31 см
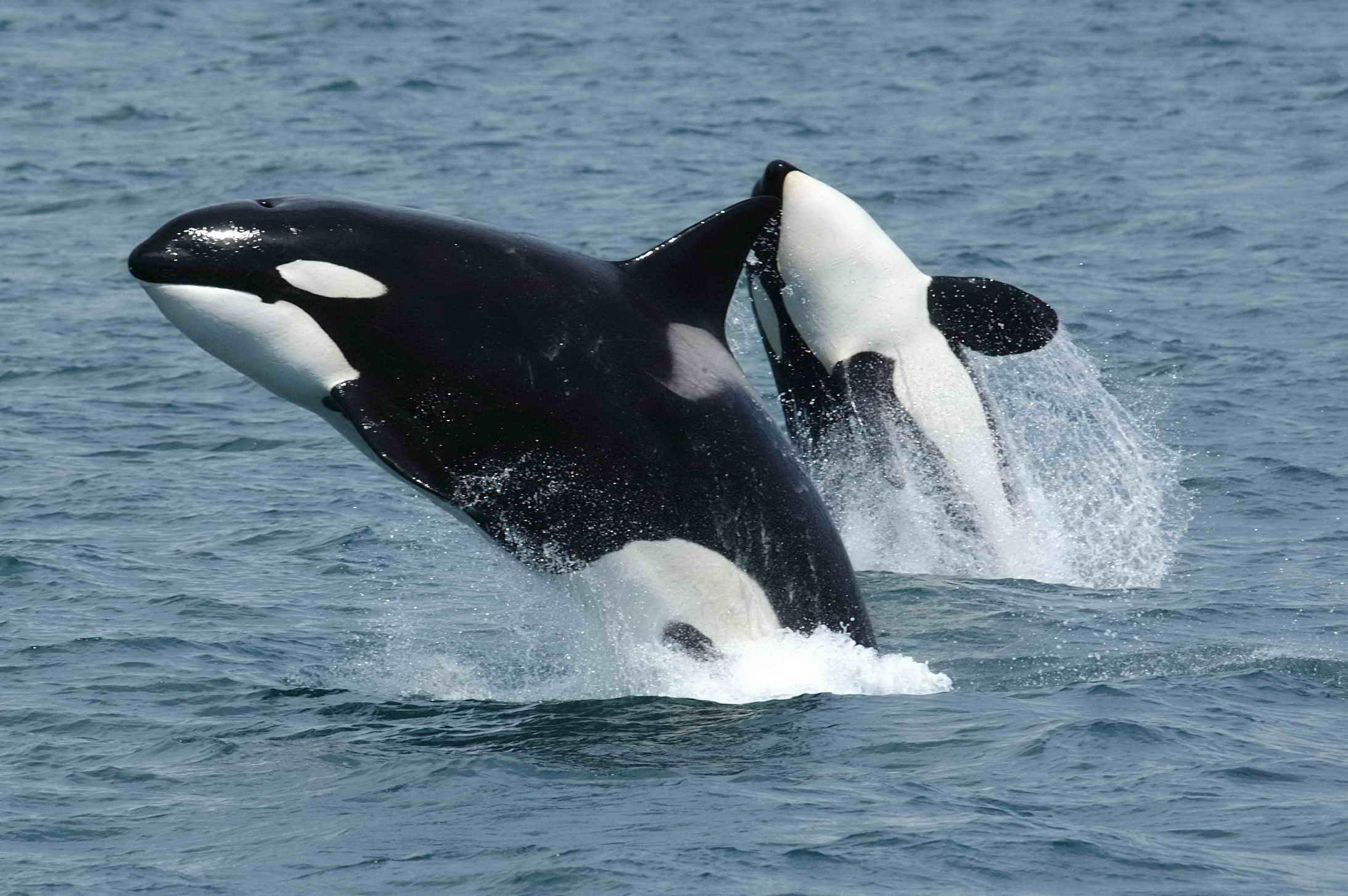
Ймовірно, лів'ятан займав ту ж нішу, що і сучасна косатка (Orcinus orca)